# Cutberto de Lindisfarne

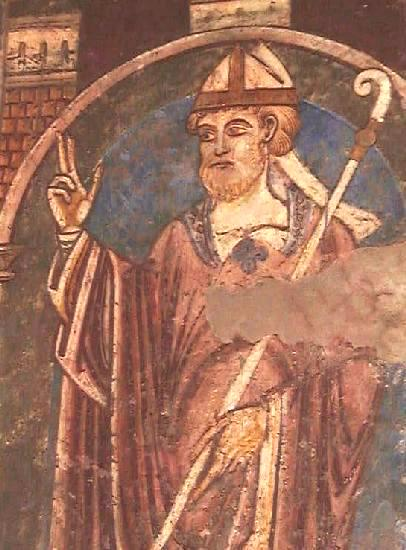
Cutberto de Lindisfarne, fresco medieval en la catedral de Durham.

San Cutberto de Lindisfarne (c. 634-20 de marzo de 687), fue un monje y obispo anglosajón, uno de los más importantes santos de la Inglaterra medieval y santo patrón de Northumbria. Su fiesta se celebra el 20 de marzo.
Era originario de Northumbria, probablemente de Dunbar, hoy en Escocia. Aunque era joven pastor, tuvo una visión una noche del alma de Aidan de Lindisfarne, un misionero cristiano que reavivó el cristianismo en Northumbria, conducido al cielo por unos ángeles. Se convirtió en monje en el monasterio de Melrose en 651, y poco después fue soldado unos años. 
A su retorno al monasterio, su reputación de piadoso, su diligencia y su obediencia agradaron sumamente. Alchfrith, rey de Deira, fundó un nuevo monasterio en Ripon y Cutberto fue nombrado praepositus hospitum o encargado de su hospicio. Sin embargo, Alchfrith adoptó las costumbres de la Iglesia católica y en 661 los monjes que seguían las tradiciones celtas volvieron a Melrose. Cuando la enfermedad golpeó el convento en 664, el prior murió y Cutberto fue elegido prior en su lugar.
Parece que, después del sínodo de Whitby (664), Cutberto aceptó la liturgia romana. Por petición de su antiguo abad, Eata de Lindisfarne, fue nombrado entonces prior de Lindisfarne para introducir allí la liturgia romana.
Desde 676 adoptó una vida solitaria de ermitaño aislado en una gruta. En las Islas Farne instituyó leyes especiales a fin de proteger a los pájaros que venían a anidar en estas islas. Estas leyes podrían haber sido las primeras leyes para proteger a los pájaros del mundo.
En 684 Cutberto fue ordenado obispo de Lindisfarne por Teodoro de Canterbury. Reticente a abandonar su aislamiento, fue preciso que una delegación más grande, conducida por el rey Ecgfrith o Egfrido de Northumbria, viniera a convencerlo. Fue finalmente consagrado en York el 26 de marzo de 685. En 686 volvió a las Islas Farne, donde murió. Fue enterrado en Lindisfarne y su cuerpo fue llevado a la Catedral de Durham para evitar el pillaje de los vikingos sobre Lindisfarne en 793.
A este Santo le fue concebida la península de Cartmel.